# ناگاری
ناگاری (به انگلیسی: Nagari) یک منطقهٔ مسکونی در هند است که در Nagari mandal واقع شده‌است. ناگاری ۳۵٫۴۵ کیلومتر مربع مساحت و ۶۲٬۲۵۳ نفر جمعیت دارد و ۱۱۵ متر بالاتر از سطح دریا واقع شده‌است.